# Минто (Аљаска)
Минто (енгл. Minto) насељено је место без административног статуса у америчкој савезној држави Аљаска.

## Демографија
По попису из 2010. године број становника је 210, што је 48 (-18,6%) становника мање него 2000. године.
| Група             | 2000.     | 2010.    |
| Белци             | 20 (7,8%) | 9 (4,3%) |
| Афроамериканци    | 0 (0,0%)  | 0 (0,0%) |
| Азијати           | 0 (0,0%)  | 0 (0,0%) |
| Хиспаноамериканци | 0 (0,0%)  | 1 (0,5%) |
| Укупно            | 258       | 210      |